# Glasmalerei Pinaigrier
Die Glasmalerei Pinaigrier bestand seit dem 16. Jahrhundert in Beauvais. Daraus entwickelte sich eine über mehrere Generationen existierende Familiendynastie von Glasmalern. Mitte des 16. Jahrhunderts kam die Familie nach Paris.

## Thibault Pinaigrier
Thibault Pinaigrier arbeitete von 1534 bis 1562 als Glasmaler in Beauvais. Seine Söhne Jacques, Nicolas und der jüngere Pierre wurden ebenfalls Glasmaler.

## Jacques Pinaigrier
Jacques, der älteste Sohn von Thibault Pinaigrier, heiratete 1553 die Witwe des Glasmalermeisters Jean Porion in Paris und führte dessen Werkstatt in der Rue Saint-Jacques fort. 1571 war er ein führendes Zunftmitglied und in den 1580er Jahren restaurierte er die Fenster der Kirche Saint-Séverin.

## Pierre Pinaigrier
Pierre, der jüngste Sohn von Thibault Pinaigrier, besaß eine Werkstatt Place Maubert in den 1570er Jahren. Er starb vor 1654 und hinterließ zwei Söhne, Jacques und Louis.

## Nicolas Pinaigrier
Nicolas Pinaigrier war ein weiterer Sohn von Thibault Pinaigrier, der ab 1566 in Paris nachgewiesen ist.  Während seiner vierzigjährigen Tätigkeit in Paris sind seine Werkstätten in der Rue Troussevache, in der Rue de la Savonnerie und schließlich ab 1581 in der Rue Saint-Germain-l’Auxerrois (1. Arrondissement) bekannt. Seinem Sohn Jean und seinen Neffen Jacques und Louis brachte er das Handwerk der Glasmalerei bei. Nicolas Pinaigrier starb am 2. Dezember 1606 in Paris.
Seine Arbeiten im Kirchenschiff von Saint-Etienne-du-Mont und im Querhaus von St-Gervais-St-Protais sind uns bekannt. Ebenso arbeitete er für die Kirche in Beauraing-la-Couldre und fertigte zahlreiche Fenster für Hôtels particuliers in Paris, von denen keines mehr erhalten ist.

## Louis Pinaigrier
Louis Pinaigrier führte gemeinsam mit Nicolas Chamus die Arbeit seines Onkels Nicolas Pinaigrier in der Kirche St-Gervais-St-Protais fort.

## Nachkommen
Über weitere Nachkommen der Familie Pinaigrier liegen keine Informationen vor.